# Nedre Sjodalsvatnet

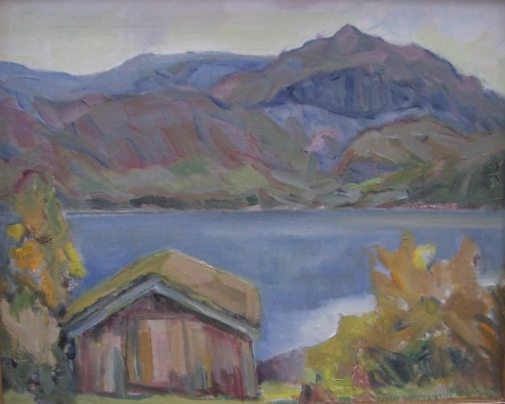
Motiv från Nedre Sjodalsvatnet målat av Roald Tvedt, 1997

Nedre Sjodalsvatnet är en norsk insjö som ligger i Vågå kommun i Innlandet fylke. Sjön ligger 940 meter över havet och genomlöps av älven Sjoa.